# Zhenglu, Jiangsu
Zhenglu (kinesiska: 郑陆, 郑陆镇) är en köpinghuvudort i Kina. Den ligger i provinsen Jiangsu, i den östra delen av landet, omkring 120 kilometer öster om provinshuvudstaden Nanjing. Antalet invånare är 111 983. Befolkningen består av 54 311 kvinnor och 57 672 män. Barn under 15 år utgör 11,0 %, vuxna 15-64 år 77 %, och äldre över 65 år 10,0 %.
Runt Zhenglu är det tätbefolkat, med 849 invånare per kvadratkilometer. Närmaste större samhälle är Changzhou, 13,2 km sydväst om Zhenglu. Trakten runt Zhenglu består till största delen av jordbruksmark.
Genomsnittlig årsnederbörd är 1 390 millimeter. Den regnigaste månaden är juli, med i genomsnitt 250 mm nederbörd, och den torraste är januari, med 38 mm nederbörd.